# Moses Ndiema Masai

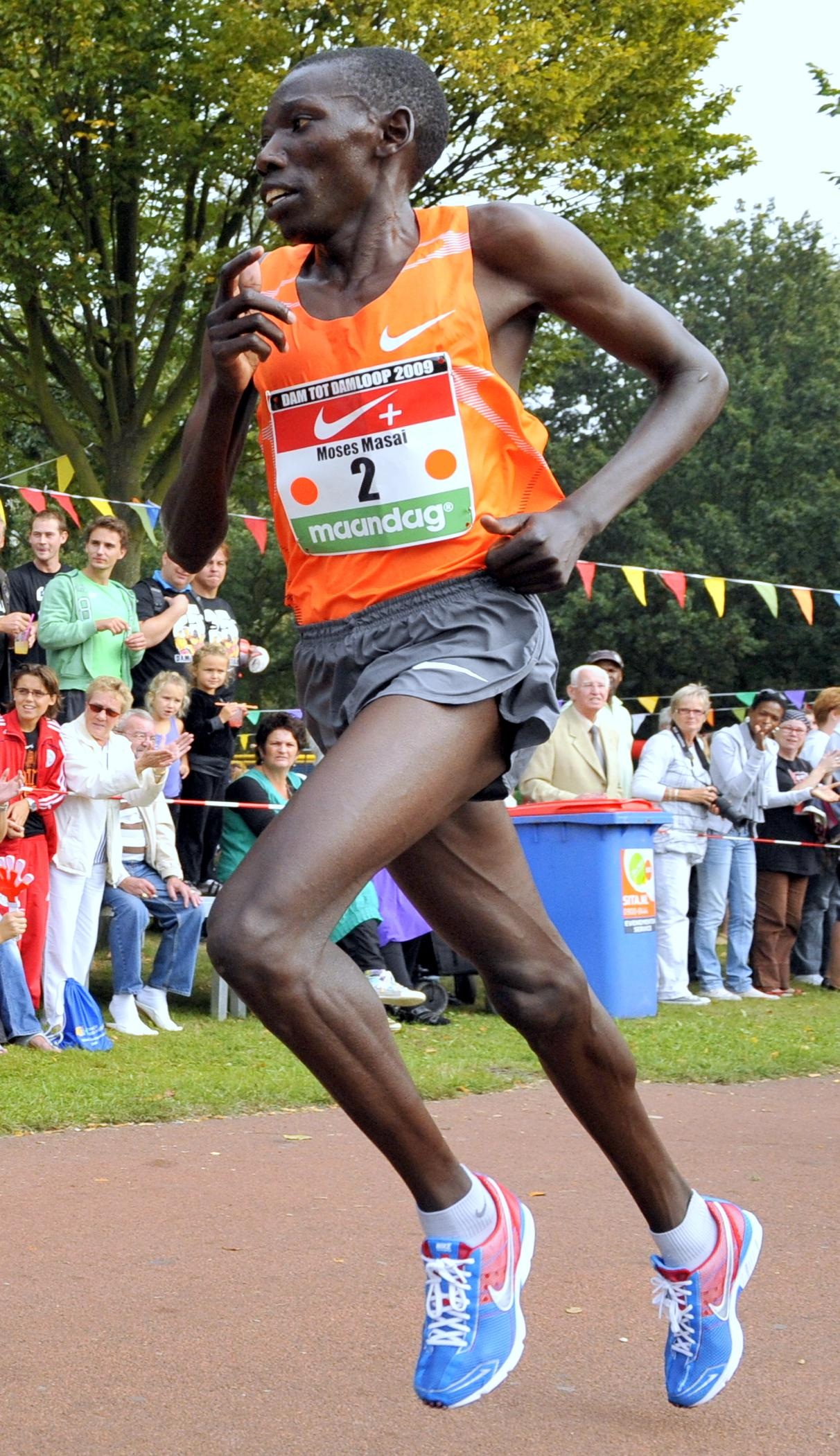

Moses Ndiema Masai (Kapsogom, 1 de junio de 1986) es un atleta keniano especialista en carreras de larga distancia. 
Nació en la localidad keniana de Kapsogom (en Mount Elgon).
En 2009 Masai se alzó con el bronce en la prueba de los 10 000 m en los mundiales de Berlín 2009, por detrás del vencedor Kenenisa Bekele.  
El 31 de diciembre de 2009 se impuso en la San Silvestre Vallecana.

## Marcas personales
- 1.500 metros - 3:42.1 min (2005)
- 3.000 metros - 7:44.75 min (2009)
- 5.000 metros - 12:50.55 min (2008)
- 10.000 metros - 26:49.20 min (2007)